# Trzej muszkieterowie (film 1953)
Trzej muszkieterowie (fr. Les Trois mousquetaires) – francusko-włoski film przygodowy z 1953. Ekranizacja powieści Aleksandra Dumasa ojca pt. Trzej muszkieterowie.
W Polsce film miał premierę we wrześniu 1956 roku i stał się  największym przebojem tamtego roku (3 052 477 widzów do końca 1956 roku i 6 971 860 do roku 1969).

## Obsada
- Georges Marchal – D’Artagnan
- Bourvil – Planchet
- Jean Martinelli – Atos
- Gino Cervi – Portos
- Jacques François – Aramis
- Danielle Godet – Constance Bonacieux
- Marie Sabouret  - królowa Anne
- Louis Arbessier  - król Ludwik XIII
- Renaud Mary – kardynał Richelieu
- Yvonne Sanson – Milady de Winter
- Jean-Marc Tennberg – de Rochefort
- Steve Barclay – książę Buckingham
- Françoise Prévost – Ketty
- Félix Oudart – M. de Tréville
- Claude Dauphin – narrator